# Charles-Victor Langlois
Charles Victor Langlois (Ruão, 26 de maio de 1863 —– Paris, 25 de junho de 1929), foi um historiador e paleógrafo francês especializado no estudo da Idade Média. Lecionou na Universidade de Sorbonne, onde ensinou paleografia, bibliografia e história da Idade Média.
Langlois frequentou a Ècole Nationale des Chartes, onde obteve um doutorado em história em 1887. Lecionou na Universidade de Douai, depois tornando-se docente em Sorbonne, no ano de 1909. Entre 1913 a 1929, foi também diretor do Arquivo Nacional da França. Era um líder no uso do método histórico, e seus estudos na área eram acompanhados pelos métodos bibliográficos desenvolvidos em seu "Manual de Bibliografia Histórica".
Outro de seus trabalhos, é Introduction aux études historiques ("Introdução ao Estudo da História"), de 1897, escrito com Charles Seignobos. Considerado um dos primeiros manuais abrangentes que discutem o uso de técnicas científicas na pesquisa histórica, a obra enfatiza a importância das fontes primárias. É neste manual que Seignobos e Langlois cunham a máxima "L'histoire se fait avec desdocuments"  ("A história se faz com documentos").